# Dauphiné Libéré 2008
60. ročník Dauphiné Libéré (Critérium du Dauphiné Libéré 2008) se pořádal v termínu od 8. do 15. června ve Francii. Byl v pořadí osmým závodem kalendáře UCI ProTour 2008. Jeho celkovým vítězem se stal Španěl Alejandro Valverde.

## Trasa závodu
| Etapa  | Start / cíl                                      | Vzdálenost | Datum      | Vítěz etapy          | Žlutý trikot       |
| ------ | ------------------------------------------------ | ---------- | ---------- | -------------------- | ------------------ |
| Prolog | Le Pontet – Avignon (čas.)                       | 5,6 km     | 8. červen  | Levi Leipheimer      | Levi Leipheimer    |
| 1.     | Avignon – Privas                                 | 194 km     | 9. červen  | Alejandro Valverde   | Thor Hushovd       |
| 2.     | Bourg-Saint-Andéol – Vienne                      | 184 km     | 10. červen | George Hincapie      | Thor Hushovd       |
| 3.     | Saint-Paul-en-Jarez – Saint-Paul-en-Jarez (čas.) | 31 km      | 11. červen | Alejandro Valverde   | Alejandro Valverde |
| 4.     | Vienne – Annemasse                               | 193 km     | 12. červen | Cyril Dessel         | Alejandro Valverde |
| 5.     | Ville la Grand – Morzine                         | 125 km     | 13. červen | Jurij Trofimov       | Alejandro Valverde |
| 6.     | Morzine – La Toussuire                           | 233 km     | 14. červen | Chris Anker Sørensen | Alejandro Valverde |
| 7.     | Saint Jean de Maurienne – Grenoble               | 128 km     | 15. červen | Dmitrij Fofonov      | Alejandro Valverde |

## Celkové výsledky

### Celková klasifikace
| Pořadí | Jezdec             | Stát                   | Stáj              | Celkový čas |
| ------ | ------------------ | ---------------------- | ----------------- | ----------- |
| 1.     | Alejandro Valverde | Španělsko              | Caisse d'Epargne  | 27h34'39"   |
| 2.     | Cadel Evans        | Austrálie              | Silence-Lotto     | + 39"       |
| 3.     | Levi Leipheimer    | Spojené státy americké | Astana Team       | + 1'24"     |
| 4.     | Robert Gesink      | Nizozemsko             | Rabobank          | + 2'47"     |
| 5.     | Haimar Zubeldia    | Španělsko              | Euskaltel-Euskadi | + 3'19"     |
| 6.     | Cyril Dessel       | Francie                | AG2R-La Mondiale  | + 4'01"     |
| 7.     | Mikel Astarloza    | Španělsko              | Euskaltel-Euskadi | + 4'25"     |
| 8.     | Sylvester Szmyd    | Polsko                 | Lampre            | + 4'29"     |
| 9.     | Maxime Monfort     | Belgie                 | Cofidis           | + 4'45"     |
| 10.    | Matteo Carrara     | Itálie                 | Quick Step        | + 5'13"     |

### Sprinterská klasifikace
| Pořadí | Jezdec             | Stát                   | Stáj               | Celkový čas |
| ------ | ------------------ | ---------------------- | ------------------ | ----------- |
| 1.     | Alejandro Valverde | Španělsko              | Caisse d'Epargne   | 133         |
| 2.     | Levi Leipheimer    | Spojené státy americké | Astana Team        | - 28        |
| 3.     | Cadel Evans        | Austrálie              | Silence-Lotto      | - 46        |
| 4.     | Thor Hushovd       | Norsko                 | Crédit Agricole    | - 57        |
| 5.     | Jurij Trofimov     | Rusko                  | Bouygues Télécom   | - 74        |
| 6.     | George Hincapie    | Spojené státy americké | Team High Road     | - 92        |
| 7.     | Maxime Monfort     | Belgie                 | Cofidis            | - 92        |
| 8.     | Haimar Zubeldia    | Španělsko              | Euskaltel-Euskadi  | - 95        |
| 9.     | Sébastien Chavanel | Francie                | Française des Jeux | - 103       |
| 10.    | Cyril Dessel       | Francie                | AG2R-La Mondiale   | - 105       |

### Vrchařská klasifikace
| Pořadí | Jezdec              | Stát       | Stáj             | Body |
| ------ | ------------------- | ---------- | ---------------- | ---- |
| 1.     | Pierre Rolland      | Francie    | Crédit Agricole  | 110  |
| 2.     | Jurij Trofimov      | Rusko      | Bouygues Télécom | - 0  |
| 3.     | Dmitrij Fofonov     | Kazachstán | Crédit Agricole  | - 38 |
| 4.     | Vladimir Jefimkin   | Rusko      | AG2R-La Mondiale | - 40 |
| 5.     | Jurgen Van de Walle | Belgie     | Quick Step       | - 50 |
| 6.     | Christophe Riblon   | Francie    | AG2R-La Mondiale | - 56 |
| 7.     | Cadel Evans         | Austrálie  | Silence-Lotto    | - 66 |
| 8.     | Alejandro Valverde  | Španělsko  | Caisse d'Epargne | - 68 |
| 9.     | Amaël Moinard       | Francie    | Silence-Lotto    | - 68 |
| 10.    | Sylvester Szmyd     | Polsko     | Lampre           | - 70 |

### Týmová klasifikace
| Pořadí | Stáj               | Stát        | Celkový čas |
| ------ | ------------------ | ----------- | ----------- |
| 1.     | Euskaltel-Euskadi  | Španělsko   | 83h02'24"   |
| 2.     | AG2R-La Mondiale   | Francie     | + 5'23"     |
| 3.     | Caisse d'Epargne   | Španělsko   | + 6'40"     |
| 4.     | Silence-Lotto      | Belgie      | + 7'47"     |
| 5.     | Crédit Agricole    | Francie     | + 8'06"     |
| 6.     | Astana Team        | Lucembursko | + 8'32"     |
| 7.     | Team CSC           | Dánsko      | + 10'32"    |
| 8.     | Bouygues Télécom   | Francie     | + 11'33"    |
| 9.     | Quick Step         | Belgie      | + 18'07"    |
| 10.    | Française des Jeux | Francie     | + 20'50"    |

## Výsledky etap

### Prolog (Le Pontet–Avignon; časovka 5,6 km)
Pořadí a celková klasifikace
| Pořadí | Jezdec             | Stát                   | Stáj              | Čas   |
| ------ | ------------------ | ---------------------- | ----------------- | ----- |
| 1.     | Levi Leipheimer    | Spojené státy americké | Astana Team       | 6'10" |
| 2.     | Thor Hushovd       | Norsko                 | Crédit Agricole   | + 1"  |
| 3.     | Alejandro Valverde | Španělsko              | Caisse d'Epargne  | + 6"  |
| 4.     | Maxime Monfort     | Belgie                 | Cofidis           | + 12" |
| 5.     | Vladimir Jefimkin  | Rusko                  | AG2R-La Mondiale  | + 12" |
| 6.     | Cadel Evans        | Austrálie              | Silence-Lotto     | + 13" |
| 7.     | Brett Lancaster    | Austrálie              | Team Milram       | + 13" |
| 8.     | Manuel Quinziato   | Itálie                 | Liquigas          | + 13" |
| 9.     | Carlos Barredo     | Španělsko              | Quick Step        | + 14" |
| 10.    | Haimar Zubeldia    | Španělsko              | Euskaltel-Euskadi | + 14" |

### 1. etapa (Avignon–Privas; 194 km)
Pořadí v rámci etapy
| Pořadí | Jezdec             | Stát                   | Stáj              | Čas      |
| ------ | ------------------ | ---------------------- | ----------------- | -------- |
| 1.     | Alejandro Valverde | Španělsko              | Caisse d'Epargne  | 4h46'36" |
| 2.     | Thor Hushovd       | Norsko                 | Crédit Agricole   | + 0"     |
| 3.     | Björn Schröder     | Německo                | Team Milram       | + 0"     |
| 4.     | Fabian Wegmann     | Německo                | Team Gerolsteiner | + 0"     |
| 5.     | Cadel Evans        | Austrálie              | Silence-Lotto     | + 0"     |
| 6.     | Levi Leipheimer    | Spojené státy americké | Astana Team       | + 0"     |
| 7.     | Thomas Voeckler    | Francie                | Bouygues Télécom  | + 0"     |
| 8.     | Haimar Zubeldia    | Španělsko              | Euskaltel-Euskadi | + 0"     |
| 9.     | Peter Velits       | Slovensko              | Team Milram       | + 0"     |
| 10.    | Valerio Agnoli     | Itálie                 | Liquigas          | + 0"     |

Celková klasifikace
| Pořadí | Jezdec             | Stát                   | Stáj              | Čas      |
| ------ | ------------------ | ---------------------- | ----------------- | -------- |
| 1.     | Thor Hushovd       | Norsko                 | Crédit Agricole   | 4h52'41" |
| 2.     | Alejandro Valverde | Španělsko              | Caisse d'Epargne  | + 1"     |
| 3.     | Levi Leipheimer    | Spojené státy americké | Astana Team       | + 5"     |
| 4.     | Maxime Monfort     | Belgie                 | Cofidis           | + 17"    |
| 5.     | Vladimir Jefimkin  | Rusko                  | AG2R-La Mondiale  | + 17"    |
| 6.     | Cadel Evans        | Austrálie              | Silence-Lotto     | + 18"    |
| 7.     | Brett Lancaster    | Austrálie              | Team Milram       | + 18"    |
| 8.     | Carlos Barredo     | Španělsko              | Quick Step        | + 19"    |
| 9.     | Haimar Zubeldia    | Španělsko              | Euskaltel-Euskadi | + 19"    |
| 10.    | Craig Lewis        | Spojené státy americké | Team High Road    | + 19"    |

### 2. etapa (Bourg-Saint-Andéol–Vienne; 184 km)
Pořadí v rámci etapy
| Pořadí | Jezdec             | Stát                   | Stáj               | Čas      |
| ------ | ------------------ | ---------------------- | ------------------ | -------- |
| 1.     | George Hincapie    | Spojené státy americké | Team High Road     | 4h32'38" |
| 2.     | Sébastien Chavanel | Francie                | Française des Jeux | + 0"     |
| 3.     | Sebastian Lang     | Německo                | Team Gerolsteiner  | + 0"     |
| 4.     | Heinrich Haussler  | Německo                | Team Gerolsteiner  | + 0"     |
| 5.     | Thor Hushovd       | Norsko                 | Crédit Agricole    | + 0"     |
| 6.     | Jurij Trofimov     | Rusko                  | Bouygues Télécom   | + 0"     |
| 7.     | Peter Wrolich      | Rakousko               | Team Gerolsteiner  | + 0"     |
| 8.     | Davide Vigano      | Itálie                 | Quick Step         | + 0"     |
| 9.     | Mauro Da Dalto     | Itálie                 | Liquigas           | + 0"     |
| 10.    | Julien Loubet      | Francie                | AG2R-La Mondiale   | + 0"     |

Celková klasifikace
| Pořadí | Jezdec             | Stát                   | Stáj              | Čas      |
| ------ | ------------------ | ---------------------- | ----------------- | -------- |
| 1.     | Thor Hushovd       | Norsko                 | Crédit Agricole   | 9h25'19" |
| 2.     | Alejandro Valverde | Španělsko              | Caisse d'Epargne  | + 1"     |
| 3.     | Levi Leipheimer    | Spojené státy americké | Astana Team       | + 5"     |
| 4.     | George Hincapie    | Spojené státy americké | Team High Road    | + 13"    |
| 5.     | Maxime Monfort     | Belgie                 | Cofidis           | + 17"    |
| 6.     | Vladimir Jefimkin  | Rusko                  | AG2R-La Mondiale  | + 17"    |
| 7.     | Cadel Evans        | Austrálie              | Silence-Lotto     | + 18"    |
| 8.     | Carlos Barredo     | Španělsko              | Quick Step        | + 19"    |
| 9.     | Haimar Zubeldia    | Španělsko              | Euskaltel-Euskadi | + 19"    |
| 10.    | Fabian Wegmann     | Německo                | Team Gerolsteiner | + 20"    |

### 3. etapa (Saint-Paul-en-Jarez–Saint-Paul-en-Jarez; časovka 31 km)
Pořadí v rámci etapy
| Pořadí | Jezdec             | Stát                   | Stáj                | Čas     |
| ------ | ------------------ | ---------------------- | ------------------- | ------- |
| 1.     | Alejandro Valverde | Španělsko              | Caisse d'Epargne    | 44'59"  |
| 2.     | Levi Leipheimer    | Spojené státy americké | Astana Team         | + 19"   |
| 3.     | Cadel Evans        | Austrálie              | Silence-Lotto       | + 20"   |
| 4.     | Mikel Astarloza    | Španělsko              | Euskaltel-Euskadi]  | + 1'00" |
| 5.     | Maxime Monfort     | Belgie                 | Cofidis             | + 1'01" |
| 6.     | Stef Clement       | Nizozemsko             | Bouygues Télécom    | + 1'06" |
| 7.     | Jurij Trofimov     | Rusko                  | Bouygues Télécom    | + 1'35" |
| 8.     | Andrij Hryvko      | Ukrajina               | Team Milram         | + 1'47" |
| 9.     | Juan José Cobo     | Španělsko              | Saunier Duval-Scott | + 2'07" |
| 10.    | Robert Gesink      | Nizozemsko             | Rabobank            | + 2'08" |

Celková klasifikace
| Pořadí | Jezdec             | Stát                   | Stáj              | Čas       |
| ------ | ------------------ | ---------------------- | ----------------- | --------- |
| 1.     | Alejandro Valverde | Španělsko              | Caisse d'Epargne  | 10h10'19" |
| 2.     | Levi Leipheimer    | Spojené státy americké | Astana Team       | + 23"     |
| 3.     | Cadel Evans        | Austrálie              | Silence-Lotto     | + 37"     |
| 4.     | Maxime Monfort     | Belgie                 | Cofidis           | + 1'17"   |
| 5.     | Mikel Astarloza    | Španělsko              | Euskaltel-Euskadi | + 1'20"   |
| 6.     | Andrij Hryvko      | Ukrajina               | Team Milram       | + 2'08"   |
| 7.     | Jurij Trofimov     | Rusko                  | Bouygues Télécom  | + 2'10"   |
| 8.     | Robert Gesink      | Nizozemsko             | Rabobank          | + 2'28"   |
| 9.     | Samuel Sánchez     | Španělsko              | Euskaltel-Euskadi | + 2'30"   |
| 10.    | Carlos Barredo     | Španělsko              | Quick Step        | + 2'39"   |

### 4. etapa (Vienne–Annemasse; 193 km)
Pořadí v rámci etapy
| Pořadí | Jezdec              | Stát      | Stáj                | Čas      |
| ------ | ------------------- | --------- | ------------------- | -------- |
| 1.     | Cyril Dessel        | Francie   | AG2R-La Mondiale    | 4h37'16" |
| 2.     | Pierre Rolland      | Francie   | Crédit Agricole     | + 18"    |
| 3.     | Amaël Moinard       | Francie   | Silence-Lotto       | + 1'21"  |
| 4.     | Óscar Pereiro       | Španělsko | Caisse d'Epargne    | + 1'21"  |
| 5.     | Lars Bak            | Dánsko    | Team CSC            | + 2'07"  |
| 6.     | David de la Fuente  | Španělsko | Saunier Duval-Scott | + 2'07"  |
| 7.     | Christophe Le Mevel | Francie   | Crédit Agricole     | + 2'07"  |
| 8.     | Patrice Halgand     | Francie   | Crédit Agricole     | + 2'07"  |
| 9.     | Michael Rogers      | Austrálie | Team High Road      | + 2'09"  |
| 10.    | Jelle Vanendert     | Belgie    | Française des Jeux  | + 2'11"  |

Celková klasifikace
| Pořadí | Jezdec             | Stát                   | Stáj              | Čas       |
| ------ | ------------------ | ---------------------- | ----------------- | --------- |
| 1.     | Alejandro Valverde | Španělsko              | Caisse d'Epargne  | 14h49'46" |
| 2.     | Levi Leipheimer    | Spojené státy americké | Astana Team       | + 23"     |
| 3.     | Cadel Evans        | Austrálie              | Silence-Lotto     | + 37"     |
| 4.     | Cyril Dessel       | Francie                | AG2R-La Mondiale  | + 1'08"   |
| 5.     | Maxime Monfort     | Belgie                 | Cofidis           | + 1'17"   |
| 6.     | Mikel Astarloza    | Španělsko              | Euskaltel-Euskadi | + 1'20"   |
| 7.     | Óscar Pereiro      | Španělsko              | Caisse d'Epargne  | + 1'58"   |
| 8.     | Robert Gesink      | Nizozemsko             | Rabobank          | + 2'28"   |
| 9.     | Pierre Rolland     | Francie                | Crédit Agricole   | + 2'29"   |
| 10.    | Jurij Trofimov     | Rusko                  | Bouygues Télécom  | + 2'34"   |

### 5. etapa (Ville la Grand–Morzine; 125 km)
Pořadí v rámci etapy
| Pořadí | Jezdec             | Stát                   | Stáj                | Čas      |
| ------ | ------------------ | ---------------------- | ------------------- | -------- |
| 1.     | Jurij Trofimov     | Rusko                  | Bouygues Télécom    | 3h07'46" |
| 2.     | Cadel Evans        | Austrálie              | Silence-Lotto       | + 18"    |
| 3.     | Alejandro Valverde | Španělsko              | Caisse d'Epargne    | + 18"    |
| 4.     | Haimar Zubeldia    | Španělsko              | Euskaltel-Euskadi   | + 23"    |
| 5.     | Sylvester Szmyd    | Polsko                 | Lampre              | + 26"    |
| 6.     | Robert Gesink      | Nizozemsko             | Rabobank            | + 26"    |
| 7.     | Juan José Cobo     | Španělsko              | Saunier Duval-Scott | + 26"    |
| 8.     | Vladimir Jefimkin  | Rusko                  | AG2R-La Mondiale    | + 44"    |
| 9.     | Levi Leipheimer    | Spojené státy americké | Astana Team         | + 1'24"  |
| 10.    | Michael Rogers     | Austrálie              | Team High Road      | + 1'24"  |

Celková klasifikace
| Pořadí | Jezdec             | Stát                   | Stáj              | Čas       |
| ------ | ------------------ | ---------------------- | ----------------- | --------- |
| 1.     | Alejandro Valverde | Španělsko              | Caisse d'Epargne  | 17h57'50" |
| 2.     | Cadel Evans        | Austrálie              | Silence-Lotto     | + 37"     |
| 3.     | Levi Leipheimer    | Spojené státy americké | Astana Team       | + 1'29"   |
| 4.     | Jurij Trofimov     | Rusko                  | Bouygues Télécom  | + 2'16"   |
| 5.     | Robert Gesink      | Nizozemsko             | Rabobank          | + 2'36"   |
| 6.     | Cyril Dessel       | Francie                | AG2R-La Mondiale  | + 3'03"   |
| 7.     | Maxime Monfort     | Belgie                 | Cofidis           | + 3'12"   |
| 8.     | Mikel Astarloza    | Španělsko              | Euskaltel-Euskadi | + 3'15"   |
| 9.     | Haimar Zubeldia    | Španělsko              | Euskaltel-Euskadi | + 3'17"   |
| 10.    | Pierre Rolland     | Francie                | Crédit Agricole   | + 4'24"   |

### 6. etapa (Morzine–La Toussuire; 233 km)
Pořadí v rámci etapy
| Pořadí | Jezdec               | Stát                   | Stáj              | Čas      |
| ------ | -------------------- | ---------------------- | ----------------- | -------- |
| 1.     | Chris Anker Sørensen | Dánsko                 | Team CSC          | 6h15'53" |
| 2.     | Pierrick Fédrigo     | Francie                | Bouygues Télécom  | + 1'02"  |
| 3.     | Levi Leipheimer      | Spojené státy americké | Astana Team       | + 1'10"  |
| 4.     | Sylvester Szmyd      | Polsko                 | Lampre            | + 1'15"  |
| 5.     | Alejandro Valverde   | Španělsko              | Caisse d'Epargne  | + 1'15"  |
| 6.     | Cadel Evans          | Austrálie              | Silence-Lotto     | + 1'17"  |
| 7.     | Haimar Zubeldia      | Španělsko              | Euskaltel-Euskadi | + 1'17"  |
| 8.     | Robert Gesink        | Nizozemsko             | Rabobank          | + 1'26"  |
| 9.     | Matteo Carrara       | Itálie                 | Quick Step        | + 2'11"  |
| 10.    | Daniel Navarro       | Španělsko              | Astana Team       | + 2'13"  |

Celková klasifikace
| Pořadí | Jezdec             | Stát                   | Stáj              | Čas       |
| ------ | ------------------ | ---------------------- | ----------------- | --------- |
| 1.     | Alejandro Valverde | Španělsko              | Caisse d'Epargne  | 24h14'58" |
| 2.     | Cadel Evans        | Austrálie              | Silence-Lotto     | + 39"     |
| 3.     | Levi Leipheimer    | Spojené státy americké | Astana Team       | + 1'24"   |
| 4.     | Robert Gesink      | Nizozemsko             | Rabobank          | + 2'47"   |
| 5.     | Haimar Zubeldia    | Španělsko              | Euskaltel-Euskadi | + 3'19"   |
| 6.     | Cyril Dessel       | Francie                | AG2R-La Mondiale  | + 4'01"   |
| 7.     | Mikel Astarloza    | Španělsko              | Euskaltel-Euskadi | + 4'25"   |
| 8.     | Sylvester Szmyd    | Polsko                 | Lampre            | + 4'29"   |
| 9.     | Maxime Monfort     | Belgie                 | Cofidis           | + 4'45"   |
| 10.    | Michael Rogers     | Austrálie              | Team High Road    | + 5'33"   |

### 7. etapa (Saint Jean de Maurienne–Grenoble; 128 km)
Pořadí v rámci etapy
| Pořadí | Jezdec              | Stát           | Stáj               | Čas      |
| ------ | ------------------- | -------------- | ------------------ | -------- |
| 1.     | Dmitrij Fofonov     | Kazachstán     | Crédit Agricole    | 3h17'20" |
| 2.     | Jurgen Van de Walle | Belgie         | Quick Step         | + 0"     |
| 3.     | Jurij Trofimov      | Rusko          | Bouygues Télécom   | + 0"     |
| 4.     | Christophe Riblon   | Francie        | AG2R-La Mondiale   | + 11"    |
| 5.     | Matteo Carrara      | Itálie         | Quick Step         | + 11"    |
| 6.     | Daniele Righi       | Itálie         | Lampre             | + 11"    |
| 7.     | Sandy Casar         | Francie        | Française des Jeux | + 1'31"  |
| 8.     | Charles Wegelius    | Velká Británie | Liquigas           | + 1'31"  |
| 9.     | Pierre Rolland      | Francie        | Crédit Agricole    | + 1'34"  |
| 10.    | Lars Bak            | Dánsko         | Team CSC           | + 2'21"  |

Celková klasifikace
- viz celkové výsledky